# اردنیس گوریشتا
اردنیس گوریشتا (آلبانیایی: Erdenis Gurishta؛ زادهٔ ۲۴ آوریل ۱۹۹۵) بازیکن فوتبال اهل آلبانی است.
از باشگاه‌هایی که در آن بازی کرده‌است می‌توان به باشگاه فوتبال ولازنیا اشکودر اشاره کرد.
وی همچنین در تیم‌های ملی فوتبال زیر ۲۱ سال آلبانی و آلبانی بازی کرده‌است.